# دهستان شمس‌آباد (اراک)
دهستان شمس‌آباد نام دهستانی در بخش مرکزی شهرستان اراک، استان مرکزی در ایران است. براساس سرشماری مرکز آمار ایران در سال ۱۳۸۵، جمعیت آن ۶۰۰۴ نفر (۱۶۴۵ خانوار) بوده‌است.